# Centro de la Herencia de Blue Springs

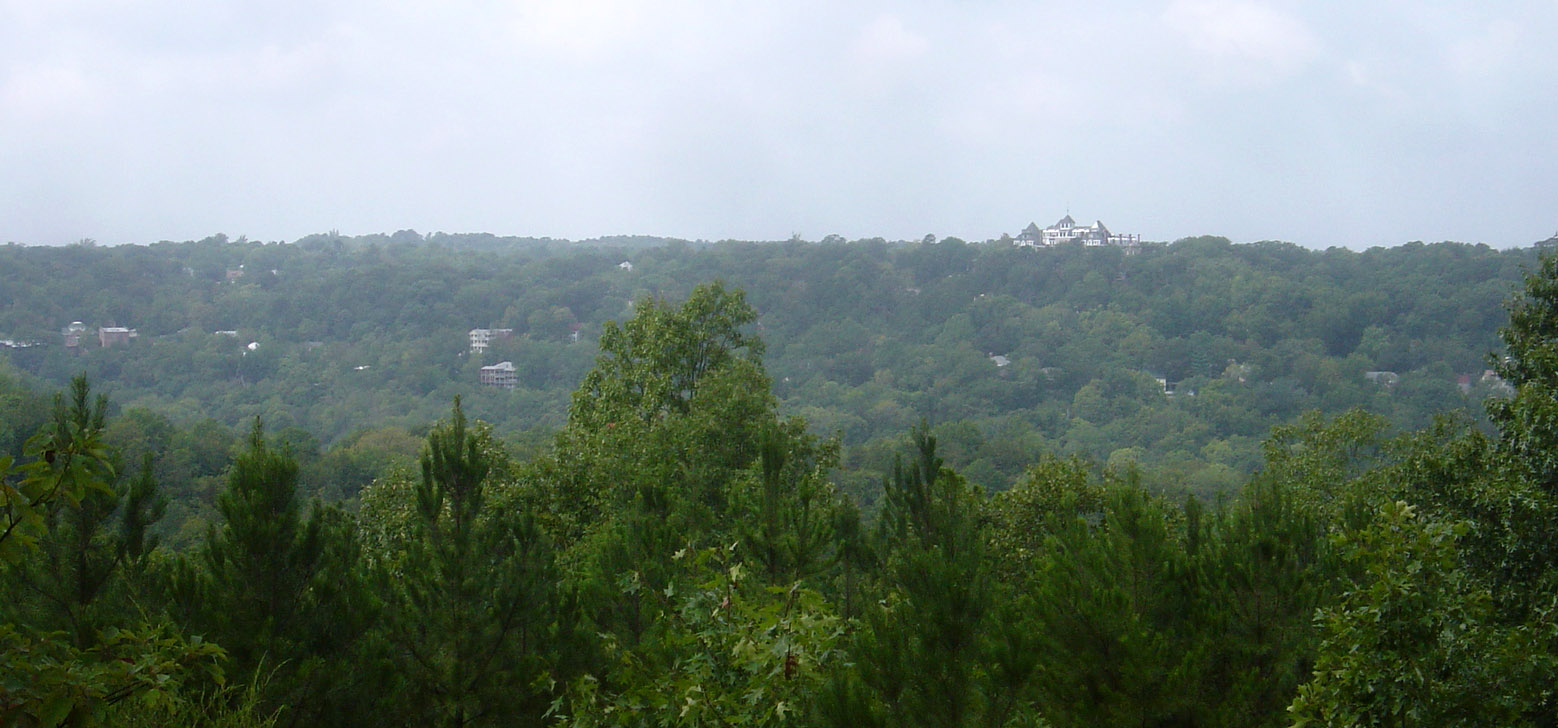
Vista de Eureka Springs, el entorno de Blue Springs.

El Centro de la Herencia de Blue Springs ( en inglés : Blue Springs Heritage Center anteriormente conocido como Eureka Springs Gardens) es una reconocida atracción turística con jardín botánico de 33 acres (13.4 hectáreas) de extensión que se encuentra en Eureka Springs, EE. UU.

## Localización
El jardín botánico se ubica en la Highway 62 West, cinco millas  (8 km) al oeste de Eureka Springs.
Blue Springs Heritage Center Eureka Springs, Arkansas Estados Unidos-Estados Unidos.36°24′11″N 93°44′18″O / 36.40306, -93.73833
Se encuentra abierto a diario en los meses cálidos del año pagando una tarifa de entrada.

## Historia
Blue Springs engloba a la rica historia de la meseta de Ozark, desde los desplazamientos de los nativos indios hasta los primeros asentamientos de las civilizaciones prehistóricas. Hay evidencias en esta zona de la existencia de un viejo molino propulsado por la fuerza del agua del manantial. Este lugar ha servido de atracción turística desde el año 1948.
En 1993, 33 acres del entorno fueron transformados en el "Eureka Springs Gardens". En el 2003, la rica historia de estas tierras fue realzada con unos cuidados jardines e instalaciones del "Blue Spring Heritage Center", donde se exhiben Artefactos, viejas fotos, un documental donde se nos explica la importancia del lugar de Blue Spring. 
Actualmente "Blue Spring" se encuentra incluido en el National Register of Historic Places por su vinculación con la nación Cherokee durante el episodio del  Trail of Tears. El manantial suministra 38 millones de galones (140,000 m³) de agua al día que abastecen a la laguna.

## Colecciones
En los nuevos jardines se exhiben:
- Plantas utilizadas en los cultivos tradicionales de la zona.
- Plantas medicinales herbáceas nativas de la meseta de Ozark.
- Flores silvestres.

Hay casi una milla de senda de paseo alrededor del "Blue Spring Heritage Center", donde se puede admirar los árboles, arbustos e hierbas nativas del lugar.